# Agnesburgtunnel
Der Agnesburgtunnel ist ein Autobahntunnel auf der Bundesautobahn 7 bei Aalen zwischen den Anschlussstellen Aalen/Westhausen und Aalen/Oberkochen. Der Tunnel misst eine Länge von 707 Metern und befindet sich auf dem Gebiet der Gemeinde Westhausen. Er ist benannt nach dem Burgstall Agnesburg, der sich in ca. 300 Metern östlicher Richtung oberhalb des nördlichen Tunneleingangs befindet.
Der Tunnel wurde zwischen 1983 und 1986 im Auftrag der Innenministerien von Baden-Württemberg und Bayern erbaut und kostete 32,8 Mio. DM (in heutiger Kaufkraft 36 Mio. €). Baubeginn mit Stollenanschlag war am 19. Dezember 1983. Aufgefahren wurden beide Tunnelröhren im bergmännischen Vortrieb nach der Neuen Österreichischen Tunnelbauweise von Norden nach Süden (von unten nach oben). Der Tunnel wurde um rund fünf Meter pro Tag vorgetrieben, der Durchbruch der ersten Tunnelröhre war am 31. Juli 1984. Der Tunnel wurde am 18. Dezember 1987 für den Verkehr freigegeben.
Die Röhre in Fahrtrichtung Ulm (Albaufstieg) besitzt drei Fahrspuren, die Röhre in Fahrtrichtung Würzburg zwei Fahrspuren.
Der Tunnel besitzt als Sicherheitsvorkehrungen z. B. abgestufte Geschwindigkeitsbegrenzungen vor dem Tunnel, Wechselverkehrszeichen im Tunnel, SOS-Stationen, an den Portalen und im Querstollen je einen Hydranten und Gegenstrahlbeleuchtung.